# Darhan
Darhan (Дархан, smidse) is de derde stad van Mongolië en werd gesticht in 1961. De stad is de hoofdstad van de provincie Darhan-Uul en heeft ongeveer 74.000 inwoners. Ze ligt ongeveer halverwege tussen de hoofdstad en de grens met Rusland.

## Geschiedenis
Darhan werd gesticht in 1961. Aan de naam is te zien dat het als een industriestad is gebouwd. Bij de bouw van de stad heeft Mongolië veel hulp gekregen van de Sovjet-Unie. Deze heeft veel appartementen gebouwd, waardoor de stad een typische Sovjet-aanblik heeft. 86% van de inwoners woont in deze appartementen, en de rest leeft in joerten net buiten de stad.

## Zustersteden
- Irving, Verenigde Staten
- Kaposvár, Hongarije